# Зердабский район
Зердабский район (азерб. Zərdab rayonu) — район в центральном Азербайджане. Административный центр — город Зердаб.

## География
Район расположен в центральном Азербайджане на Кура-Араксинской низменности, в 231 км от Баку и в 40 км к югу от южного склона Главного Кавказского хребта.
Территория района на 11 метров ниже уровня моря и располагается на левом берегу реки Кура. Река проходит через территорию района на протяжении 80 км. Также на территории района протекает река Турианчай.
Граничит с Уджарским, Кюрдамирским, Имишлинским, Бейлаганским, Агджабединским, Бардинским и Агдашским районами.

## История
Район образован 5 февраля 1935 года. В результате укрупнения районов в 1962 году Зердабский район был упразднён, территория передана в состав Уджарского района. В 1965 году образован вновь.
В Зердабе родился известный азербайджанский журналист-публицист Гасан-бек Зардаби.
Согласно переписи населения 1939 года, в Зердабском районе Азербайджанской ССР азербайджанцы составляли 91,6 %, лезгины — 4,5 %, русские — 3,2 %.

## Население
| Год      | 2015 | 2020 | 2021 | 2022 | 2023 |
| -------- | ---- | ---- | ---- | ---- | ---- |
| тыс. чел | 57,1 | 58,3 | 58,6 | 59,1 | 59,4 |

На 1 января 2024 года население района составило 59 428 человек. Из них 29 741 мужчин (50 %), 29 687 женщин (50 %). Городское население составляет 12 016 человек (20,22 %), сельское — 47 412 человек (79,78 %).
Плотность населения — 69 чел. /1км2.

## Административное устройство
Зардабский район объединяет 41 муниципалитет, включая 1 город, 1 поселок и муниципалитеты 40 сел.
| - Зердаб - посёлок Бегимли - с. Бычагчы - с. Кёрпюкенд - с. Силейли - с. Меликли - с. Бурунлу - с. Горугбагы - с. Сарыгая - с. Гёдекгобу - с. Мамедгасымлы - с. Перванлы - с. Ярмамедбагы - с. Лелеагаджы - с. Гельме - с. Алибейли - с. Аллахгулубагы - с. Гусейнханлы - с. Салахлы - с. Ханмамедли - с. Чаллы | - с. Первое Алиджанлы - с. Второе Алиджанлы - с. Джиловханлы - с. Меликумудлу - с. Дели Гушчу - с. Деккеоба - с. Бёюк Декке - с. Исагбагы - с. Гаравелли - с. Шыхбагы - с. Кендебил - с. Агабагы - с. Назаралылы - с. Шефтехал - с. Верхнее Сеидлер - с. Нижнее Сеидлер - с. Шахгусейнли - с. Эльвенд - с. Отманоба - с. Тезекенд - с. Гошаоба |

## Экономика
Район относится к Центрально-Аранскому экономическому району.
| Год            | 2015   | 2020     | 2021     | 2022     | 2023     |
| -------------- | ------ | -------- | -------- | -------- | -------- |
| Зерно          | 16 884 | 19 470,5 | 19 426,9 | 19 183,1 | 18 124,6 |
| Из них пшеница | 10 365 | 12 997   | 13 007   | 13 016   | 13 222   |
| Картофель      | 116    | 206      | 209,8    | 210      | 210,8    |
| Овощи          | 152    | 202,6    | 204,8    | 207,1    | 208,6    |
| Бахчевые       | 229    | 206,5    | 209,6    | 211,3    | 134,9    |
| Сады           | 471    | 494,7    | 495,7    | 495,7    | 495,7    |
| Хлопок         | 153    | 2 520    | 3 070    | 2 780    | 2 608,2  |
| Подсолнух      | 0      | 1        | 1,2      | 1,3      | 0        |

|                | 2015   | 2020     | 2021     | 2022     | 2023     |
| -------------- | ------ | -------- | -------- | -------- | -------- |
| Зерно          | 50 637 | 67 018,4 | 68 442,6 | 64 440   | 62 731,3 |
| Из них пшеница | 32 808 | 44 801   | 45 264   | 44 960,1 | 45 891,3 |
| Картофель      | 2 098  | 3 980    | 4 061    | 4 068,8  | 4 093,7  |
| Овощи          | 2 386  | 3 382,8  | 3 423,4  | 3 480,2  | 3 508,4  |
| Бахчевые       | 7 375  | 7 015    | 7 123,6  | 7 204,6  | 4 603    |
| Сады           | 2 452  | 3 007,7  | 3 060,2  | 3 086,1  | 3 156,4  |
| Хлопок         | 15     | 7 687    | 7 353,5  | 8 959,6  | 7 534,2  |
| Подсолнух      | 0      | 2,8      | 3,4      | 3,8      | 0        |

## Здравоохранение
Действует 1 больница на 85 коек, 15 поликлиник. В районе работают 46 врачей, 233 средних медицинских работника.

## Образование
В районе действуют 44 школы, 40 библиотек на 278 700 книг.
| Год | 2015  | 2020  | 2021  | 2022  | 2023  |
| --- | ----- | ----- | ----- | ----- | ----- |
| чел | 6 824 | 7 637 | 7 531 | 7 427 | 7 203 |

## Инфраструктура
В районе действуют 3 музея, 1 парк.
| Год                  | 2015  | 2020  | 2021  | 2022   | 2023   |
| -------------------- | ----- | ----- | ----- | ------ | ------ |
| Количество (тыс. м2) | 841,8 | 878,2 | 911,3 | 1261,1 | 1263,8 |

| Год             | 2015  | 2020    | 2021  | 2022  | 2023  |
| --------------- | ----- | ------- | ----- | ----- | ----- |
| Количество (м2) | 4 985 | 8 143,4 | 4 159 | 2 312 | 2 180 |

## Главы
Первые секретари районного комитета партии:
- Исрафил Атакишиев (1935—1937)
- Гейсар Мурадов (?—1942)
- Азиз Гасанов (1953—1959)
- Паша Пашаев[азерб.] (1965—1967)
- Фикрет Эфендиев[азерб.] (1967—1980)
- Галасы Джафаров[азерб.] (1980—1983)
- Зарида Рустамова[азерб.] (1983—1988)
- Сейран Сейранов

С 1991:
- Мамед Бадир оглы Мамедов (? — 18 июля 1992)[4]
- Халид Ширин оглы Мехралиев (18 июля 1992 — 16 декабря 1993)[4][5]
- Иманов, Тофиг Суфан оглы (? — 29 марта 2005)[6]
- Мансур Мамедов (29 марта 2005 — 14 декабря 2007)[7][8]
- Лютвали Бабаев[азерб.] (14 декабря 2007 — 12 ноября 2019)[9][10]
- Мардан Джамалов (с 12 ноября 2019)[11]

## Известные уроженцы
- Зардаби, Гасан-бек — азербайджанский просветитель и публицист.